# Natalya Deryugina
Natalya Deryugina (em russo:  Наталья Дерюгина; Moscou, 23 de abril de 1971) é uma ex-handebolista russa, medalhista olímpica.
Natalya Deryugina fez parte do elenco medalha de bronze, de Barcelona 1992.